# Bistriško branište

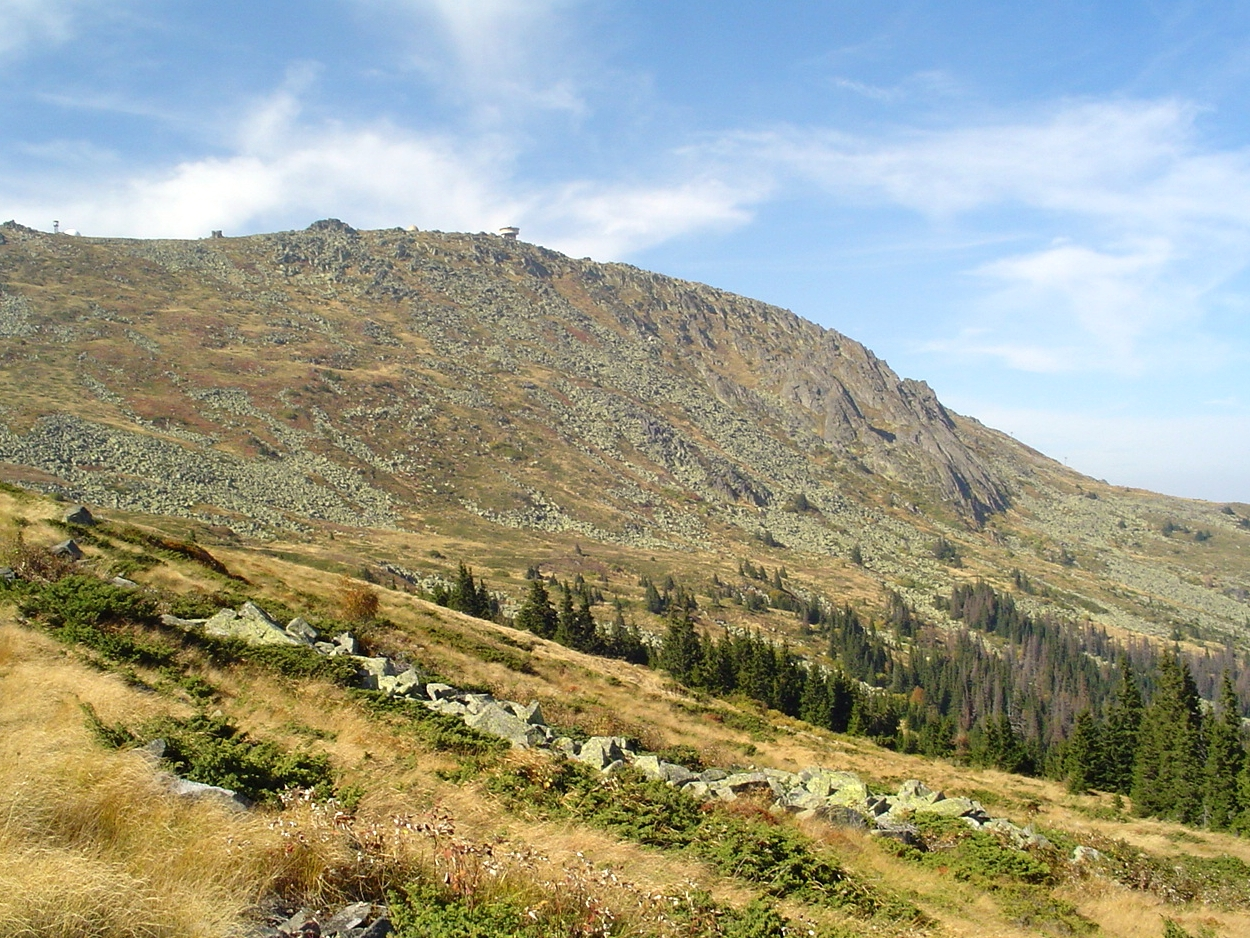
Vue de la réserve en dessous du Goljam rezen

Bistriško branište est une réserve naturelle et une réserve de biosphère reconnue par l'UNESCO en 1977 dans le cadre du programme sur l'« Homme et la biosphère ». Elle est située à l'intérieur du Parc Naturel du Vitocha, à proximité de Sofia. Elle a été créée en 1934, en même temps que le parc.
L'idée de préservation du site se retrouve dans le nom de la réserve, puisque le verbe « branja » veut dire « défendre, protéger » en bulgare. Le site couvre une superficie de 1 061 ha, principalement de la forêt (52 %), le reste étant surtout de la prairie subalpine ou des coulées de pierre.
Il est possible de voir la réserve en empruntant deux chemins pédestres partant d'Aleko. Le premier permet d'arriver au village de Bistrica et le second à Železnica. Il est interdit de quitter les sentiers.
Depuis la tempête du 22 mai 2001, environ 60 hectares de forêt d'épicéa ont été ravagés dans la réserve naturelle, et par la suite, le bois abattu a été la source d’une épidémie du parasite bostryche typographe. Celui-ci se nourrit de l’écorce des arbres et représente un danger réel pour les forêts du parc. Cela pourrait, dans les années à venir, se répercuter sur la fréquentation touristique dans la réserve (les sentiers ne seraient plus sécurisés à cause des risques de chutes d'arbres et le site perdrait en attractivité).
Initialement, ce parasite se rencontrait seulement dans la réserve, mais il s’est ensuite répandu à l’extérieur de ce territoire. En mai 2005, la chute d’arbres due à des tempêtes et à la prolifération du parasite avait occasionné le déboisement d’une surface d’environ 12 hectares.

## Sources
- (en) Brochure Vitosha Nature Park éditée par la direction du parc.
- (bg + de + en) Site officiel du parc naturel du Vitocha - pages sur la réserve de Bistriško branište

1. ↑  (en) « Bistrishko branishte | Protected Planet », sur www.protectedplanet.net (consulté le 15 décembre 2016)
2. ↑  « UNESCO - MAB Biosphere Reserves Directory », sur www.unesco.org (consulté le 7 septembre 2016)
3. ↑  Toutes les informations contenues dans cet article sont issues du (bg + de + en) site officiel du Parc naturel du Vitocha (consulté le 24 janvier 2009).